# ديف دورمان
ديف دورمان (بالإنجليزية: Dave Dorman)‏ هو رسام توضيحي أمريكي، ولد في 1958 في ميشيغان في الولايات المتحدة.

## وصلات خارجية
- الموقع الرسمي